# Hypaeus benignus
Hypaeus benignus är en spindelart som först beskrevs av George William Peckham och Elizabeth Maria Gifford Peckham 1885.  Hypaeus benignus ingår i släktet Hypaeus och familjen hoppspindlar. Inga underarter finns listade i Catalogue of Life.